# Zelleria hemixipha
Zelleria hemixipha is een vlinder uit de familie van de stippelmotten (Yponomeutidae). De wetenschappelijke naam van de soort werd in 1900 gepubliceerd door Oswald Beltram Lower.